# دراگومیر دراگانوف
دراگومیر دراگانوف (انگلیسی: Dragomir Draganov؛ زادهٔ ۲۷ سپتامبر ۱۹۸۱) بازیکن فوتبال اهل بلغارستان است.